# Неразлучник Фишера
Неразлучник Фишера (лат. Agapornis fischeri) — птица отряда попугаеобразных. Некоторые систематики рассматривают этот вид как подвид маскового неразлучника. Вид назван в честь немецкого исследователя Африки Густава Адольфа Фишера (1848—1886).

## Внешний вид
Длина тела до 15 см; вес 42—58 г. Окраска оперения в основном зелёная, надхвостье голубое, голова желтовато-оранжевая. Клюв красный. Самку от самца внешне отличить трудно. Обычно самка несколько крупнее самца, с более крупной головой; основание верхней части клюва у неё шире.

## Распространение
Обитает в Северной Танзании в окрестностях озера Виктория.

## Образ жизни
Обитают в зоне саванны до высоты 1700 м над уровнем моря. Питаются в основном семенами растений и зёрнами различных злаков, иногда совершают нападение на поля. В некоторых районах Танзании их считают Вредителями. Считается, что любимые семена попугаев-просо.

## Размножение
Гнездится на деревьях, часто колониями. Кору для постройки гнезда переносит самка, засунув её в оперение спины. В кладке 3—8 белых яиц, которые насиживает самка 22—24 дня. Птенцы покрыты густым пухом оранжево-красного цвета, клюв у них светло-коричневый, кожа и ноги цвета сырого мяса. К 12-му дню жизни клюв у птенцов становится жёлто-оранжевый, а ноги серо-коричневые. На 16-й день пух у них уже серо-зелёный и видны зачатки перьев. В возрасте 35—38 дней птенцы покидают гнездо, но родители ещё некоторое время подкармливают их.

## Содержание
Одна из наиболее часто содержащихся в неволе птиц. Впервые в Европе этот вид появился в 1927 году. Выведена осветлённая мутация этого вида неразлучников, а также белая, жёлтая и голубая.

## Фото

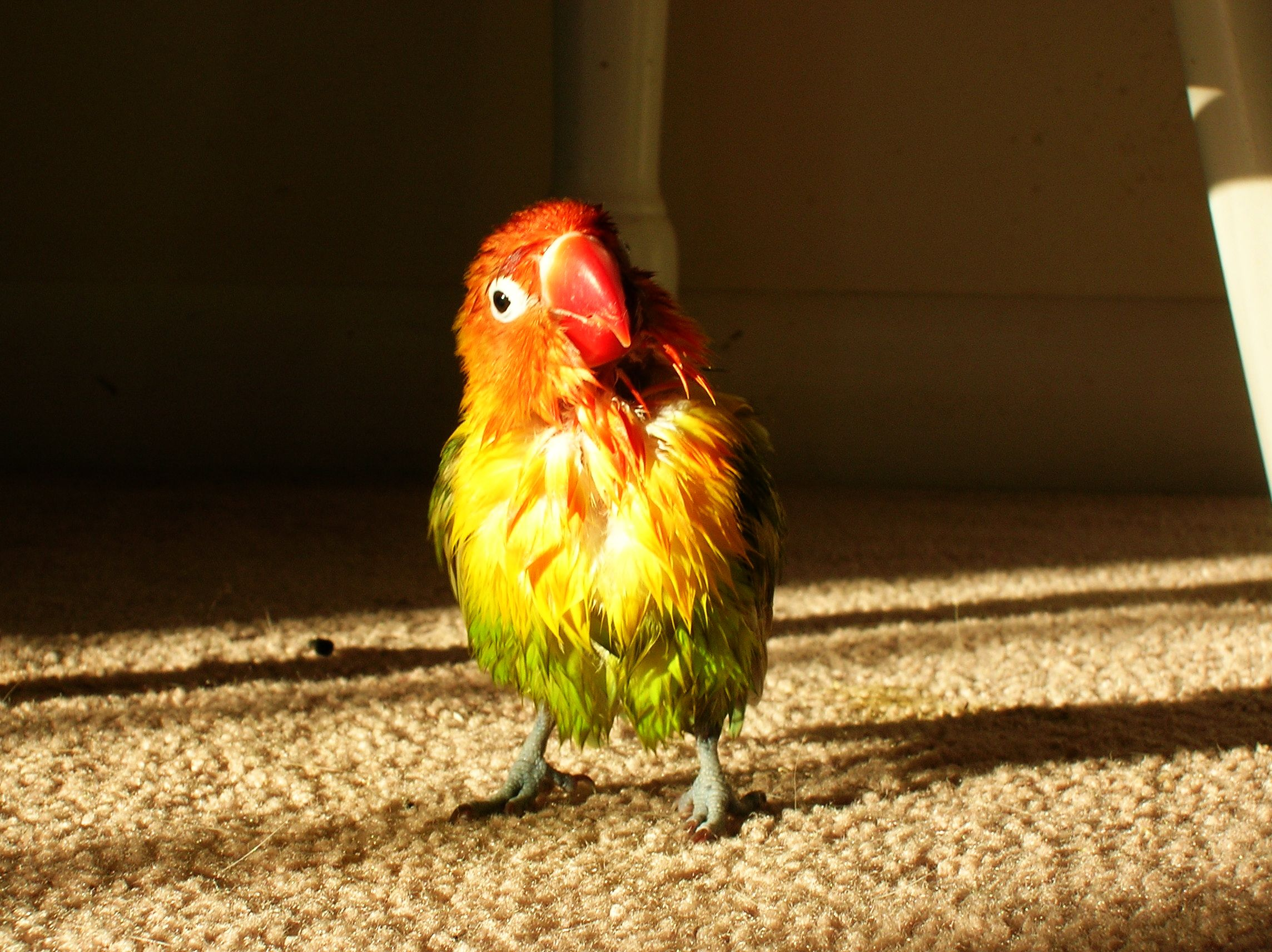
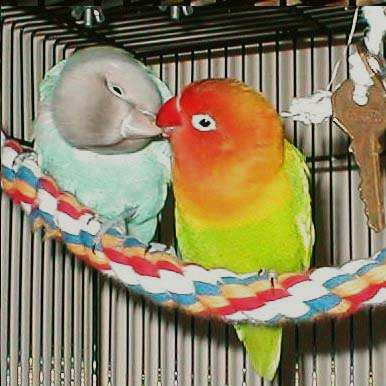

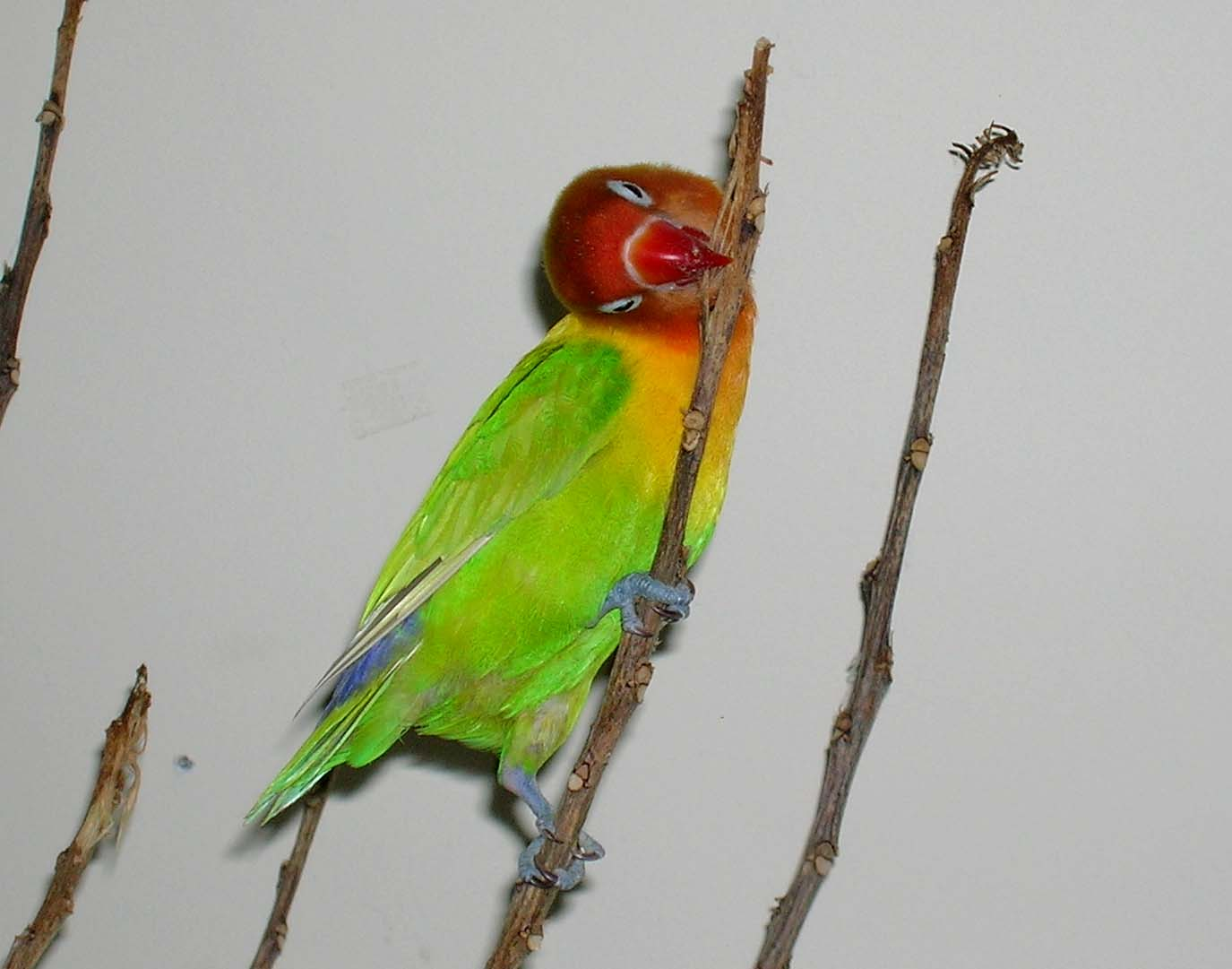
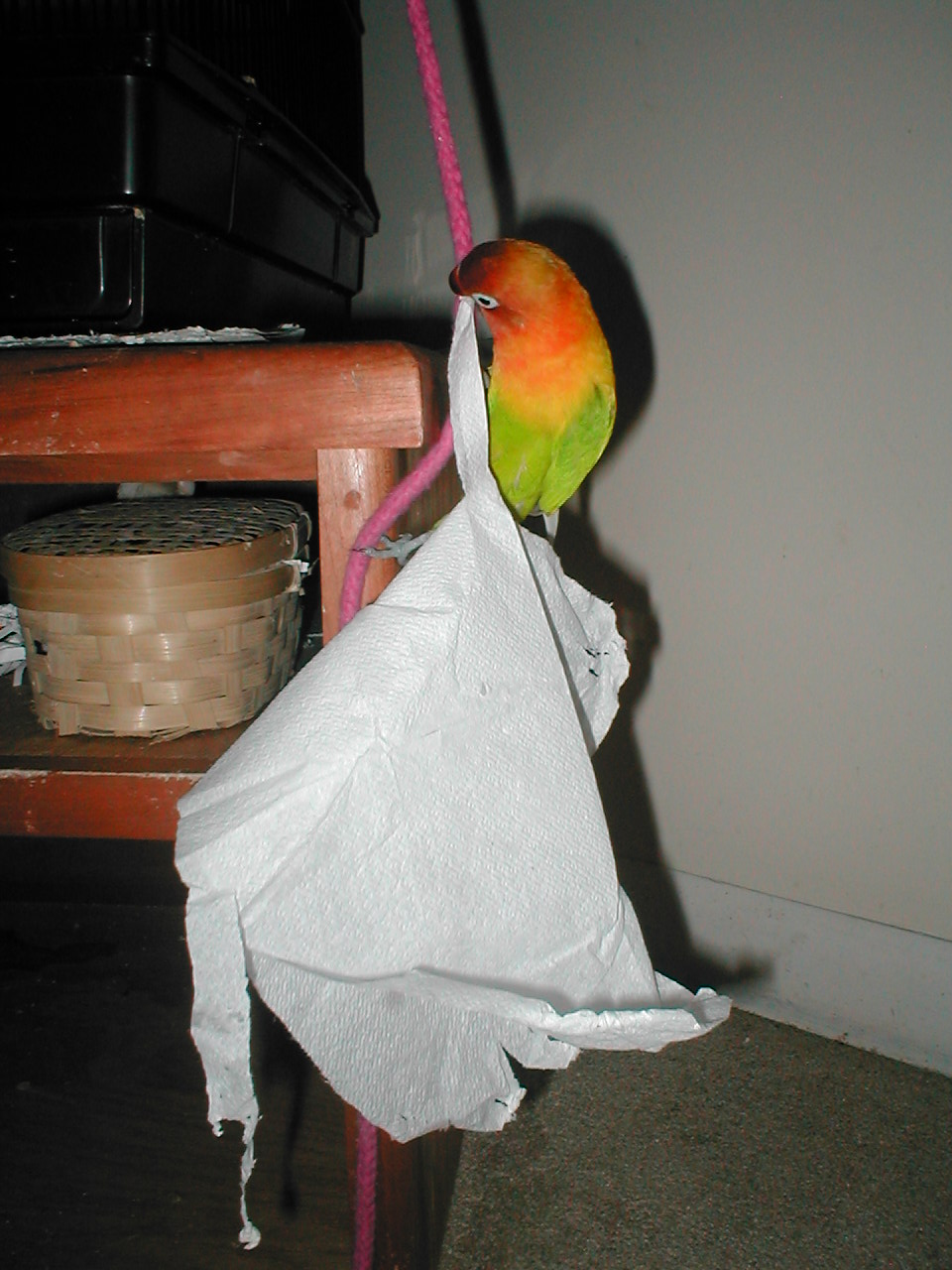
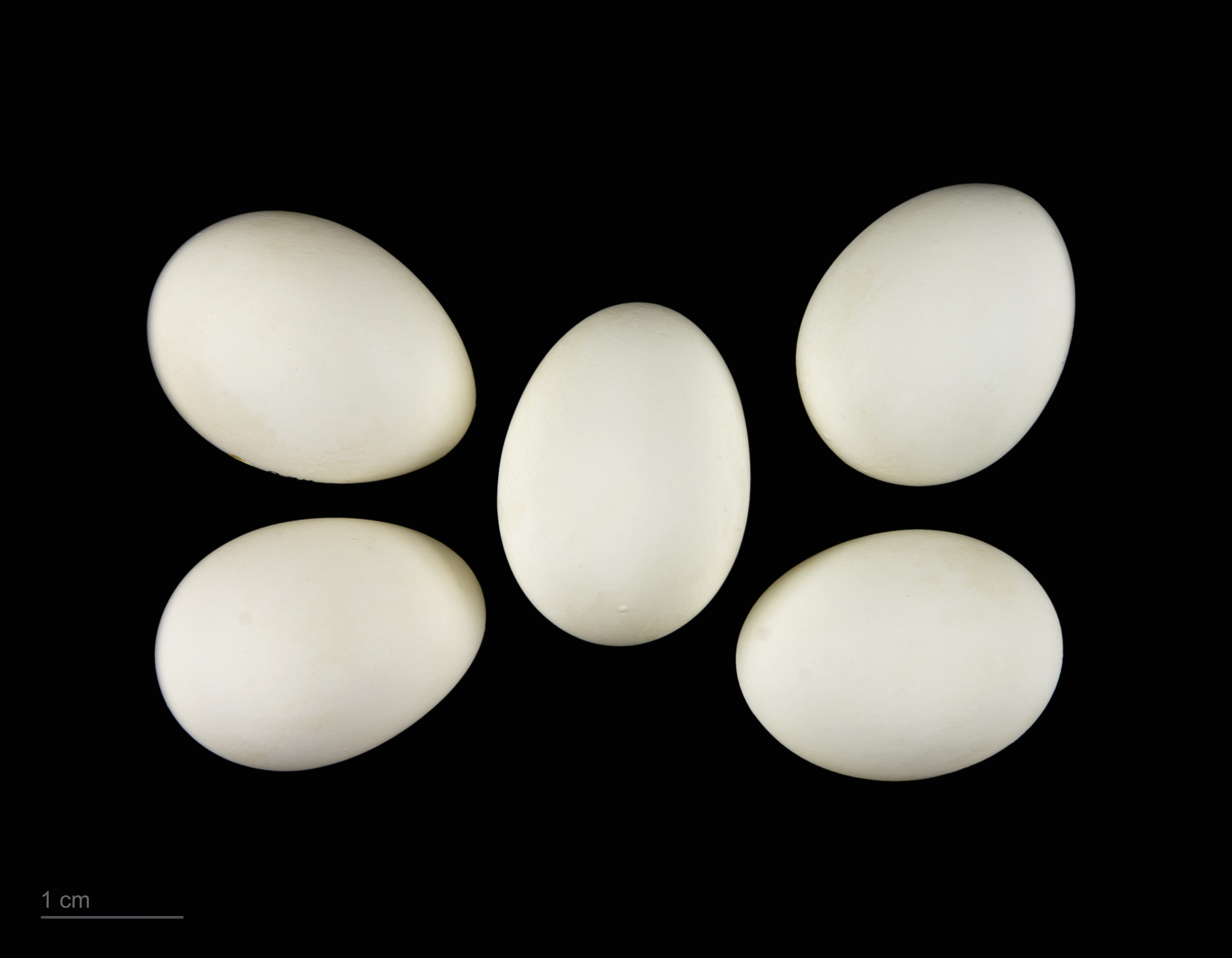
яйцо Agapornis fischeri -  Тулузский музеум